# Mahamat Abali Salah
 (janvier 2024).
Mahamat Abali Salah est un général et homme politique tchadien. Nommé ministre de la fonction publique et du travail à seulement 29 ans, [réf. nécessaire] il a été l'un des plus jeunes ministre nommé de l'histoire du continent africain.

## Biographie

### Famille
Il est issu de la famille influente des Toubou dans la région du Tibesti, une communauté très importante implantée dans trois pays (le Tchad, le Niger et la Libye).

### Formation
Mahamat Abali Salah a obtenu son baccalauréat série C en 2002. Il est également lauréat de la prestigieuse École Nationale des Travaux Publics avec un diplôme d'ingénieur des travaux obtenu en 2006. Il a développé son cursus en ingénierie avec un autre diplôme prestigieux à la clé, celui d'ingénieur en Pont et Chaussée au sein de l'Institut Polytechnique de Conakry en Guinée en 2009.
De plus, Mahamat Abali Salah a réalisé un Master d'Études Stratégiques et de Politiques de Sécurité et de Défense (MPA) au sein de la prestigieuse Hautes Études Internationales et Politiques (HEIP) et le Centre d'Études Diplomatiques et Stratégiques (CEDS) à Paris au cours de l'année 2022.
Désormais, l'ancien Ministre tchadien réalise un doctorat au sein de la HEIP dans le domaine des Relations Internationales et de la sécurité avec une thèse doctorale portant sur "L'insécurité dans les pays du Sahel".

### Carrière
De retour au Tchad à la suite de ses études en ingénierie à Conakry en 2010, Mahamat Abali Salah est très vite identifié par le pouvoir tchadien en place d’où on lui confia le poste de secrétaire général du Mouvement Patriotique du Salut (MPS), le parti au pouvoir au Tchad. 
Ce poste de secrétaire général du MPS est une responsabilité politique qu’il assuma pendant plusieurs années.
En 2011 lors de l’élection présidentielle, il joue un rôle important pour la victoire de son candidat Idriss Déby.
En 2011, à 29 ans seulement, il est nommé Ministre de la fonction publique et du travail, le plus jeune ministre de l’époque. En 2014, il est nommé Ministre de l’hydraulique.
Si ses réalisations ont laissé des traces indélébiles dans l’Administration civile, c’est au niveau du commandement territorial lorsqu’il est nommé en 2018 comme Gouverneur de la Province du Lac, que Mahamat Abali Salah développe son aura au sein de la société civile tchadienne.
Il faut souligner son expérience de Directeur de Cabinet du Secrétaire d'État à la Santé du Tchad. Au sein de cette fonction, il a été responsable de la gestion des activités administratives du secrétaire d'État et de son cabinet, en étroite collaboration avec le secrétaire d'État pour s'assurer que les objectifs de politique publique en matière de santé sont atteints.
Du côté politique, Mahamat Abali Salah a été conseiller au sein de Médiateur de la République, un poste clé au sein du bureau politique tchadien. Les principales responsabilités de ce poste consistent à aider le Médiateur de la République à remplir sa mission en fournissant des conseils juridiques, des analyses politiques, ainsi qu'en préparant et en examinant les rapports.
Le conseiller aide également à résoudre les plaintes et les réclamations des citoyens en coordonnant les enquêtes, en élaborant des recommandations et en négociant des solutions avec les parties impliquées. Il travaille en étroite collaboration avec les équipes du bureau du Médiateur de la République et des organismes gouvernementaux, ainsi qu'avec les représentants de la société civile, pour trouver des solutions aux problèmes rencontrés par les citoyens.
Le rôle du conseiller à la Médiateur de la République est essentiel pour aider à garantir que les droits des citoyens sont protégés et que les gouvernements et les organismes publics agissent de manière juste et équitable envers tous les citoyens.
De plus, il a été également coordonnateur de la cellule Chargé du programme du Développement de la Région du Tibesti à la présidence de la République du Tchad. Ce poste consistait à coordonner les programmes de développement de la région du Tibesti au sein de la présidence de la République. Mahamat Abali Salah travaillait en étroite collaboration avec les ministères et les agences gouvernementales pour s'assurer que les projets sont mis en œuvre de manière efficace et en temps voulu.
Sans oublier, sa nomination au poste de Directeur Général à la SIMATRAC, société produisant et fournissant des matériaux de transport. En tant que Directeur Général, il a été responsable de la gestion globale de l'entreprise, y compris de la mise en œuvre des politiques et des procédures de l'entreprise, de la supervision du personnel et de la réalisation des objectifs stratégiques.
La pluralité des postes occupés est symbolisée également par son poste de Directeur Général de l'Agence Nationale d'Appui au Développement rural (ANADER). L'ANADER est une agence gouvernementale qui fournit des services d'appui et des subventions aux agriculteurs et aux éleveurs pour améliorer la productivité et la sécurité alimentaire. Sa responsabilité dans la mise en œuvre de la stratégie de l'agence, de la gestion des ressources financières et humaines, et de la supervision des projets de développement rural à travers le pays ont été nombreux et décisifs.
Le point d'orgue a été sa nomination au poste de Gouverneur du Lac, héritant donc d’une province, menacée perpétuellement par l'organisation terroriste, Boko Haram. 
Mahamat Abali Salah va rapidement adopter une nouvelle stratégie militaire en vue de contrecarrer la menace terroriste. 
Plusieurs localités autrefois occupées par Boko Haram sont récupérées.
Sur le plan économique et social, Mahamat Abali Salah développe des liens solides avec les différents acteurs de la région. Des rencontres et des ateliers internes et externes se multiplient au profit de la   province pour la mise en place d’un large programme de développement qui devait sortir le Lac Tchad du sous-développement.
En novembre 2018, il est nommé Ministre de l’Administration du territoire, de la sécurité publique et de la Gouvernance Locale par le Chef de l’État, Idriss Deby. 
Le Lac étant pacifié et sur le chemin du développement, le Général de division Mahamat Abali Salah va affronter d’autres défis dont la réforme de la Police Nationale et de la garde nationale et Nomade.
Au sein ce département ministériel, Mahamat Abali Salah s’est démarqué de ses prédécesseurs en instaurant l'idée d'une justice sociale à tous les niveaux de l’Administration. Ses prises de positions rigoureuses vis-à-vis de certains responsables de l’appareil administratif fascinent l’opinion publique. Une rigueur qui a permis un tant soit peu de réconcilier l’administration tchadienne avec sa population. Sans surprise, Mahamat Abali Salah est cette fois promu au grade de Général de corps d’armée.
Arborant vaillamment son grade de général quatre étoiles, Mahamat Abali Salah est de plus en plus actif sur le terrain militaire tchadien.
Ainsi, un évènement inédit se déroule : en juillet 2019, Mahamat Abali Salah enrôle le poste de Ministère de la sécurité tout en menant les rênes du Ministère de la Défense nationale. 
Pour la première fois dans l’histoire du Tchad, la gestion de l’ensemble de forces de défense et de sécurité notamment de l’armée, de la Gendarmerie, de la Garde Nationale et Nomade et de la Police Nationale est confié à un seul Ministre.
La coopération de l’armée tchadienne avec les autres armées du monde particulièrement avec les forces du G5 au Sahel, d’où il effectue plusieurs réalisations à l’extérieur, comme la signature des conventions militaires avec certains pays amis dont la France, fait de Mahamat Abali Salah, l’un des rares ministres tchadiens à réussir brillamment sa mission en prônant aussi une large ouverture des forces de défense et de sécurité tchadienne à l’échelle internationale.